# Retriever de pelo rizado
El Retriever de pelo rizado —en inglés: Curly Coated Retriever— es una raza de perro de caza, originario de Inglaterra y utilizado como cobrador de presas.

## Historia
El Retriever de pelo rizado —a menudo llamado sencillamente «Curly»— tiene su origen en Inglaterra, encontrándose establecido en el siglo XVII. Se considera el tipo más antiguo de retriever, y el más cercano a los perros de agua antiguos. Su origen se cree que data desde la década de 1800 a partir del extinto English Water spaniel (quien también tuvo varios nombres similares). Estas razas caninas fueron cruzadas con el perro de agua irlandés, varios caniches, y más tarde con perros de San Juan o Terranova menor —estos últimos fueron los perros que sirvieron como base fundacional para todas las razas de retriever—. En 1800, había tres variante en la raza: curlycoated, wavycoated y smoothcoated , hasta que, a principios de la década de 1900, fue la textura de pelo, más que el linaje, lo que determinó cómo se clasificaría un retriever británico en una exposición canina.
En 1860, apareció por primera vez en una exhibición canina en Birmingham. Y fue registrado  en 1873 como raza por el Kennel Club británico. En 1890, se estableció el club de la raza y el estándar racial fue escrito.
El perro cobrador rizado era muy común en la década de 1800, hoy es a menudo una rara especie de caza que se mantiene principalmente como mascota. A nivel mundial hay cerca de 4.000 ejemplares, la mayoría de ellos en el norte de Europa, donde goza de una cierta popularidad.

### Raza poco común
En 2006, el Kennel Club reconoció al Retriever de pelo rizado como una de las razas más raras de perro autóctonas de las islas británicas, poniéndolo en una lista denominada Razas nativas vulnerables. Las razas suscritas a esta lista son las que se originaron en el Reino Unido e Irlanda, pero tienen menos de 300 registros de cachorros por año. El período particularmente más bajo para esta raza fue en 2011, cuando sólo 62 cachorros fueron registrados.

## Descripción

### Apariencia
El Curly es un perro activo, musculoso, desarrollado para la caza de aves de montaña y de aves acuáticas. Es un poco diferente en la morfología de los cobradores más comunes. Un Curly de buena cría parecerá un poco de piernas largas, pero en realidad es un poco más largo que alto. Su cola es algo larga. Es equilibrado y ágil, con una buena resistencia, fuerza y gracia. Son suaves con su boca y manejan regularmente a la presa con cuidado. La norma racial AKC exige perros de entre 62 a 67 cm de altura a la cruz, sin embargo, se produce una amplia gama de tamaños, en particular en los perros criados para el campo, que generalmente funcionan mejor siendo más pequeños. El país de origen, Reino Unido, requiere un perro más alto con 58 a 69 cm de altura a la cruz. Es preferible alto que corto. El peso debe ser proporcional a la altura del perro.

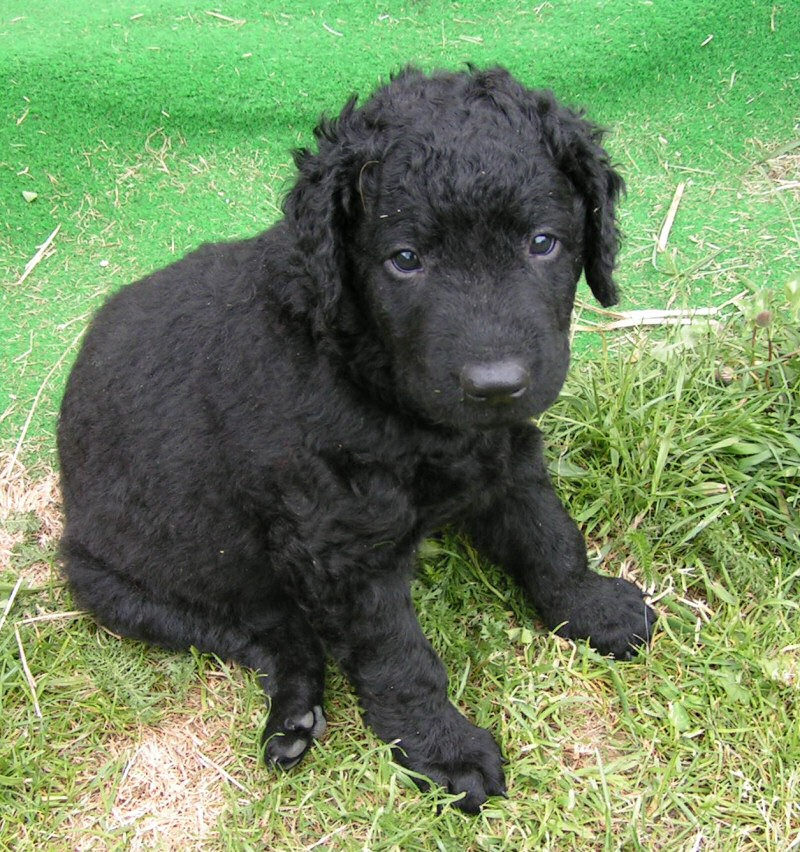
El Retriever rizado se ha convertido en la raza más rara de perros cobradores. En 2011 solamente 62 cachorros se registraron en Reino Unido.

La raza luce un manto de apretados rizos suaves. El pelo rizado ayuda al Curly a repeler el agua, rebabas, y previene el daño que otros perros de cacería con pelajes más suaves y delgados no pueden evitar. Los únicos colores aceptables para el perro perdiguero rizado son: negro sólido e hígado oscuro. Los pelos blancos ocasionales son permitidos, pero las manchas blancas son una falta grave. Los ojos deben ser de color negro o marrón en los perros negros, marrones o de color ámbar en los perros de color hígado. Ojos amarillos son inusuales. La nariz debe ser totalmente pigmentada, y del mismo color que el pelaje del perro. Son de cabeza y hocico largos, su mordida es de tijera: al cerrar la boca los dientes de abajo quedan en la parte interior de los de arriba. Las orejas son medianas y se mantienen caídas.

### Temperamento
El Curly se desarrolló originalmente como un perro de caza y su temperamento y conformación reflejan este propósito. Todavía se utilizan en algunos países como compañeros de caza de aves, incluyendo tanto la caza en tierra como la acuática. Al igual que la mayoría de los perros perdigueros, son valorados como animales de compañía y son una raza alegre y amante de la diversión. Mientras tenga suficiente ejercicio, puede estar tranquilo y relajado en el ambiente del hogar, esto lo convierte tanto en un buen compañero de juegos como en un plácido miembro de la familia. A veces puede ser reservado con los extraños, por lo que es importante que se socialize de forma adecuada y temprana.
Son  inteligentes en general, pero el adiestramiento a veces puede ser difícil, ya que fácilmente pueden llegarse a aburrir con el entrenamiento repetitivo. Ocuparon el lugar 41 —de 131 razas analizadas— en la clasificación de Stanley Coren acerca de la inteligencia de los perros, catalogados según su capacidad de entrenamiento y obediencia al mando, como un perro de trabajo y obediencia promedio.

## Cuidado y mantenimiento

### Pelaje
Son una raza con una sola capa de pelo sin subpelo, y los pequeños rizos son muy fáciles de mantener, bastará con dos cepilladas semanales. Sea que se mantenga como un compañero o como un animal de caza, no tiene que ser de mantenimiento intenso, pero se debe mantener limpio y libre de nudos para que esté saludable. Todos los Curlies pelechan y mudan pelo, aunque no lo hacen en la misma medida que los perros con doble capa. Las hembras suelen pelechar más durante su ciclo estral o estro —por lo general dos veces al año—. Machos y hembras también pueden mudar durante  la primavera, sobre todo los que viven en zonas con cambios bruscos de temperatura estacional. El baño no debe ser frecuente, pero cuando sea necesario habrá que usar un champú especial para perros.
Normalmente en las exhibiciones se recortan los pelos de la cola, las orejas, el abdomen, las piernas y las patas. Si se presenta un Curly en una exposición canina no es necesario recortar el pelaje , pero la mayoría de los jueces pueden descalificar el perro si no se hace. El rasurado del pelo del cuerpo no es deseable.

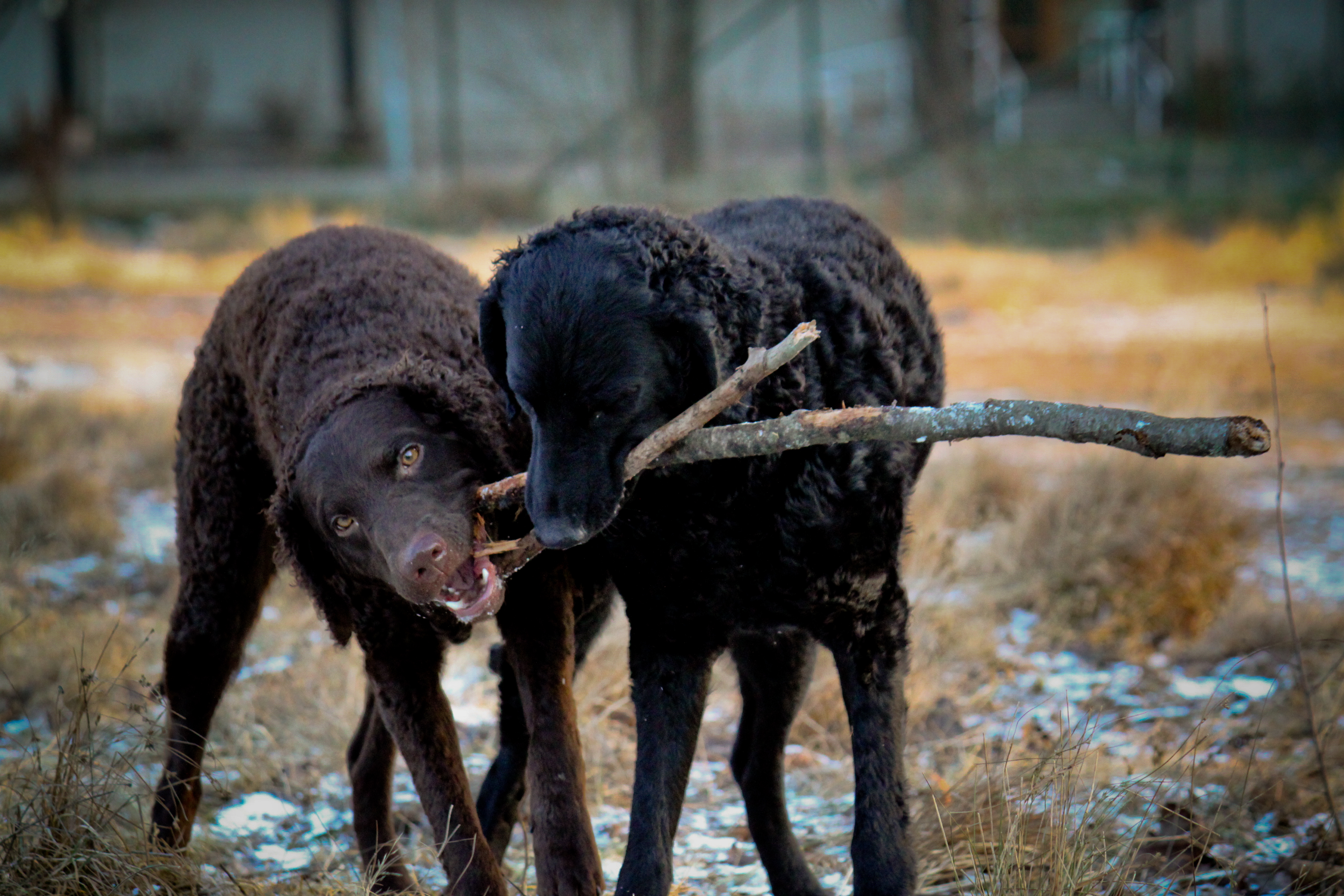
Dos ejemplares de Retriever rizado. Uno de color hígado y otro de color negro.

### Alimentación
Como es un perro activo que también es apreciado por su resistencia, necesita un alimento de alta calidad. Algunos criadores se decantan por la alimentación natural o dieta BARF, que consiste en carne y verduras crudas. Otros le dan piensos de buena calidad comercial.

### Ejercicio
Al perro le gusta el ejercicio, ya que fue criado por su agilidad y resistencia en el campo. Será más feliz si tiene suficiente ejercicio, estimulación mental y juego. Son perros para ser utilizados en deportes activos, tales como pruebas de caza, flyball y agility. Lo que les gusta es el aire libre, el trabajo con las personas y las actividades de todo tipo. Mientras que afuera son activos y exuberantes, durante el juego, o en el campo, los ejemplares adultos son generalmente perros de casa tranquilos. Según la Enciclopedia Internacional de Perros; «el deleite de este perro es la natación», que lo ha convertido en un valioso cobrador especialmente donde hay arroyos y ríos que cruzar.

## Salud
De acuerdo a una encuesta de salud realizada en 2004 por el Kennel Club en Reino Unido, el promedio de vida del Retriever de pelo rizado fue de alrededor de 10.9 años. Mientras que otros perros de tamaño similar tenían una esperanza de vida de algunos meses más con un promedio de 11.3 años. En Reino Unido, las principales causas de muerte fueron: cáncer (30%), edad (17.5%), enfermedades gástricas (12.5%), enfermedad de la médula (10%), ataque al corazón (5%).

### Problemas médicos conocidos
- Displasia de cadera
- Problemas de ojo, tales como cataratas, distrofia corneal, distiquiasis, entropión, ectropion o displasia retinal
- Problemas cardíacos
- Epilepsia
- Sobrepeso
- Glucogenosis (GSD)
- Colapso inducido por el ejercicio
- Cáncer